# Фенилметилсульфонил фторид
В биохимии фенилметилсульфонилфторид (англ. PMSF, сокращение от англ. phenylmethane sulfonyl fluoride или phenylmethylsulfonyl fluoride) — ингибитор сериновых протеаз, широко используемый при выделении белковых экстрактов из различных клеток. PMSF не ингибирует всех сериновых протеаз. Он быстро разрушается в воде, поэтому в исходных ("стоковых") растворах в качестве растворителя, как правило, используется безводный этанол, изопропанол, кукурузное масло или ДМСО. Ингибирование протеолитических ферментов происходит при концентрации PMSF в диапазоне от 0,1 до 1 миллимоль. Период полужизни в водных растворах (при 25 °С) составляет 110 минут при pH 7, 55 минут при рН 7,5 и 35 минут при рН 8.
PMSF специфично связывается сериновыми остатками активного центра в сериновых протеазах, однако, не связывает каких-либо других остатков серина в ферменте. Это является следствием гиперактивности этого серинового остатка, вызванного специфическими условиями окружающей среды в активном центре фермента. Поскольку PMSF, ковалентно связывается с ферментом, комплекс может быть визуализирован с помощью рентгеновской кристаллографии; следовательно, PMSF может использоваться в качестве химической метки для идентификации серина в активном центре в фермента.
Фермент_(активный)-Ser-O-H + F-SO2СН2С6H5 → Фермент-Ser-O-SO2СН2С6H5 + HF
Сериновая протеаза + PMSF → необратимый комплекс Фермента-PMS  + HF
ЛД50 составляет менее 500 мг/кг. PMSF является цитотоксическим химикатом, работа с которым должна проводиться только в вытяжном шкафу.

## Внешние ссылки
- База данных MEORPS для пептидаз и их ингибиторов: PMSF